# Baldomero Carlos Martini
Baldomero Carlos Martini (* 12. Oktober 1939 in Porteña) ist ein argentinischer Geistlicher und Bischof von San Justo.

## Leben
Baldomero Carlos Martini empfing am 7. September 1969 die Priesterweihe. 
Papst Johannes Paul II. ernannte ihn am 2. Dezember 1988 zum Bischof von San Francisco und er wurde am 5. März des nächsten Jahres in das Amt eingeführt. Die Bischofsweihe spendete ihm der Erzbischof von Córdoba, Raúl Francisco Kardinal Primatesta, am 5. Februar 1990. Mitkonsekratoren waren Ubaldo Calabresi, Apostolischer Nuntius in Argentinien, und Agustín Adolfo Herrera, Altbischof von San Francisco.
Am 14. Februar 2004 wurde er zum Bischof von San Justo ernannt.